# Sydney James Van Pelt
Sydney James Van Pelt (* 1. Februar 1908 in Melbourne; † 7. Januar 1976) war ein australischer Arzt und Pionier der modernen Hypnotherapie bzw. medizinischen Hypnose und Präsident der British Society of Medical Hypnotists (auf Lebenszeit).

## Leben

### Jugend / Studienzeit
Sydney James van Pelt wuchs als Einzelkind einer wohlhabenden Familie auf. Er absolvierte die Sydney Medical School und wurde Kommandant der Royal Navy. Van Pelt graduierte oder promovierte 1933 in Melbourne. Er gründete später die Fachzeitschrift British Journal of Medical Hypnotism. 1952 wurde er vom Britischen Gesundheitsminister, dem Home Office und der National Association of Mental Health beauftragt, an der Verabschiedung des Hypnosegesetzes (Hypnotism Bill) mitzuwirken.

### Etablierung der medizinischen Hypnose
Während eines Einsatzes auf einem Flugzeugträger begann er, medizinische Hypnose in Bezug auf Leistung bei Piloten anzuwenden. Er realisierte das enorme Potenzial der Hypnose und eröffnete als erster vollberuflicher Hypnosearzt nach dem Krieg eine Praxis für medizinische Hypnose an der Harley Street 126 in London, zu einer Zeit, als man der Hypnose als Behandlungsmethode noch misstrauisch gegenüber war. Zur selben Zeit heiratete er seine Frau Bobbie, die sein ständiger Begleiter und die Liebe seines Lebens wurde.

### Präsident der British Society of Medical Hypnotists
Van Pelt war Präsident der British Society of Medical Hypnotists, eine Position, die er bis zu seinem Tod innehielt, und gründete im September 1949 das British Journal of Medical Hypnotism und war von Anfang an ihr Chefredakteur, bis ihr Erscheinen eingestellt nach 17 kompletten Jahrgängen Ende 1966 eingestellt wurde. Das British Journal of Medical Hypnotism war zu dieser Zeit die älteste Zeitschrift über medizinische Hypnose, die immer noch im Umlauf war; sie galt als angesehenste medizinische Zeitschrift für Hypnose weltweit und erschien in über 150 wichtigen medizinischen Bibliotheken. Die Zeitschrift überlebte auch die am längsten laufende Veröffentlichung ihrer Art: die Zeitschrift Zoist, eine medizinische Fachzeitschrift über Hypnose, die von John Elliotson seit Ende des 19. Jahrhunderts herausgegeben worden war.
Als weltweit erster moderner medizinischer Vollzeithypnotiseur schaffte es Van Pelt, der medizinischen Hypnose einen guten Ruf zu verschaffen zu einem Zeitpunkt, als der Rest der Welt sehr misstrauisch gegenüber der neuen Methode war. Van Pelt war weitgehend verantwortlich für das Verbot der Schauhypnose in Großbritannien sowie für die Akzeptanz der medizinischen Hypnose durch die British Medical Association im Jahre 1955. Es war diese Akzeptanz, welche die American Medical Association dazu veranlasste, eine dreijährige Studie im Auftrag des Council on Mental Health durchzuführen, was zur Anerkennung seiner Methode durch die American Medical Association im Jahr 1958 führte.
Van Pelt war mehrmals Gastdozent beim American Institute of Hypnosis, einschließlich des ersten internationalen Kurses in medizinischer Hypnose im November 1959 an Bord der MS Kungsholm, einem Kreuzfahrtschiff auf der Karibik, an einer internationalen Fachtagung auf Hawaii sowie zu verschiedenen Gelegenheiten in Europa.

### Privates und Schluss
Van Pelt war mit William J. Bryan Junior befreundet, der ihn oft auf seinem Anwesen in Maidenhead an der Themse besuchte. In den letzten Jahren seines Lebens zog Van Pelt aus seiner Praxis an der Harley Street in London aus und verbrachte seine Zeit mit dem Lesen wissenschaftlicher Literatur über Hypnose, mit Gastvorlesungen und mit seinen Hobbys: dem Bootsfahren auf der Themse und mit seinen Hunden. Zu dieser Zeit entwickelte er zudem ein Roulette-Spiel, das auf Hypnose basiert.
Am 7. Januar 1976 starb Van Pelt an einer Embolie, ohne Verwandte zu hinterlassen. Zu diesem Zeitpunkt hatte Van Pelt mehr wissenschaftliche Artikel über Hypnose geschrieben als irgendein anderer Arzt in der Welt.

## Werk
Sydney James Van Pelt gilt als führende Autorität auf dem Gebiet der medizinischen Hypnose weltweit. Zu seinen berühmtesten Artikeln zählen drei "Editorials" über
- Hypnose und Raumfahrt von 1955,
- Hypnose betreffend die Hirn-Schranke von 1956, und
- die Rolle der hypnotischen Suggestion in der Ätiologie und Behandlung von psychoneurotischen und psychosomatischen Störungen (Vortrag am Vierten Internationalen Psychiatrischen Kongress in Barcelona 1958).

Van Pelt verfasste auch Artikel zu neuen Krankheitsbildern, die er identifizierte und beschrieb (wie zum Beispiel die slipped personality). Er schrieb über die Zusammenhänge von Hypnose und Panik, über die Behandlung von Angstneurosen sowie Reiseangst. Einige seiner Vorlesungen waren wegweisend für das Verständnis der Zusammenhänge zwischen hypnotischer Suggestion und Angst sowie für das Verständnis von Hobophobie. Van Pelt war ein Meister der Prägnanz.
Van Pelt war Mitglied der British Medical Association.

## Schriften (Auswahl)
- Hypnotism and the power within; Wehman Bros, 1951 (Vorwort oder Auszüge)
- How to conquer nerves; Roy Publishers, 1954
- Hypnotic suggestion, its role in psychoneurotic and psychosomatic disorders: A thesis; Philosophical Library, 1956
- Medical hypnosis handbook; Wilshire Book Company, 1965
- Secrets of Hypnotism; Wilshire Book Company, 1974; ISBN 0-87980-135-2